# Мустъяла (волость)
Мустъяла (эст. Mustjala vald) — бывшая волость в Эстонии на западе страны на северо-западе острова Сааремаа (Эзель) (эст. Saaremaa, нем. Ösel, лат. Osilia) в составе уезда Сааремаа. В ходе административно-территориальной реформы 2017 года все 12 самоуправлений на острове Сааремаа были объединены в единое самоуправление — волость Сааремаа.
Соседние волости: Кихельконна (Kihelkonna), Кярла (Kärla), Каарма (Kaarma), Лейси (Leisi).
На территории волости находились деревни — Яуни (Jauni), Ярисе (Järise), Кирума (Kiruma), Кугалепа (Kugalepa), Кюдема (Küdema), Лийкюла (Liiküla), Лийва (Liiva), Мерисе (Merise), Мустъяла, Нинасе (Ninase), Охтья (Ohtja), Паатса (Paatsa), Пахапилли (Pahapilli), Панга (Panga), Рахтла (Rahtla), Селгасе (Selgase), Силла (Silla), Тагаранна (Tagaranna), Тийу (Tuiu), Ванакубья (Vanakubja), Выхма (Võhma).

## Природа
По территории волости протекают реки Пунапеа (Punapea jõgi) и Тиртси (Tirtsi jõgi) и здесь расположено множество озёр: Яхаярв (Jahajärv), Яуни (Jauni järv), Ярисе (Järise järv), Каанда (Kaanda), Кивиярв (Kivijärv), Коэсе (Koese), Конати (Konati), Коору (Kooru), Ламмаслахт (Lammaslaht), Лийсангу (Liisangu järv), Лина (Lina järv), бухта Лыука (Lõuka laht), Охтья (Ohtja järv), Пуртса (Purtsa järv), Руусметса (Ruusmetsa), Сообканд (Soobkand).